# Narsing Yadav
Narsing Yadav (Hyderabad, India; 15 de mayo de 1963-31 de diciembre de 2020) fue un actor de cine indio de origen télugu, conocido por sus papeles de villano en comedias. Actuó en más de trescientas películas en idiomas télugu, hindi y tamil. Narsing fue un actor permanente en las películas de Ram Gopal Varma. Debutó como actor secundario y se estableció como un villano y actor de comedia. Murió el 31 de diciembre de 2020 luego de sufrir de dolencias relacionadas con el riñón.

## Vida personal
Narsing nació en Hyderabad, hijo de Rajaiah y Lakshmi Narasamma. Completó su educación primaria en la escuela Raja Kandaswamy. Estaba casado con Chitra Yadav y tuvo un hijo llamado Ruthvik Yadav.

## Filmografía
Su primera película fue Hemahemilu, dirigida por Vijaya Nirmala. Interpretó un papel secundario de villano en esta película. Desempeñó papeles notables en Kshana Kshanam, Gaayam, Mutha Mestri, Mass, Shankar Dada M.B.B.S., Anukokunda Oka Roju y Nuvvostanante Nenoddantana.

### Télugu
- Kshana Kshanam (1991)
- President Gari Pellam (1992)
- Mutha Mestri (1993)
- Killer (1992)
- Mayalodu (1993)
- Gaayam (1993)
- Rajendrudu Gajendrudu (1993)
- Allari Premikudu (1994)
- Chilakkottudu (1997)
- Master (1997)
- Chandralekha (1998)
- Preminche Manasu (1999)
- Family Circus (2001)
- Hyderabad (2001)
- Valayam (2002)
- Idiot (2002)
- Adrustam (2002)
- Ninu Choodaka Nenundalenu (2002)
- Aithe (2003)
- Johnny (2003)
- Tagore (2003)
- Varsham (2004)
- Sye (2004)
- Shankar Dada M.B.B.S. (2004)
- Mass (2004)
- Adavi Ramudu (2004)
- Madhyanam Hathya (2004)
- Letha Manasulu (2004)
- Nuvvostanante Nenoddantana (2005)
- Anukokunda Oka Roju (2005)
- Seenugadu Chiranjeevi Fan (2005)
- Andaru Dongale Dorikite (2004)
- Hungama (2005)
- Athanokkade (2005)
- Paisalo Parmathma (2006)
- Nuvve (2006)
- Pournami (2006)
- Pokiri (2006)
- Roommates (2006)
- Tulasi (2007)
- 4 Boys (2007)
- Amma Cheppindi (2006)
- Annavaram (2006)
- Poramboku (2007)
- Desamuduru (2007)
- Sainikudu (2006)
- Aata (2007)
- Gundamma Gaari Manavadu (2007)
- Jagadam (2007)
- Yamadonga (2007)
- Viyyalavari Kayyalu (2007)
- Vishaka Express (2008)
- Vaana (2008)
- Current (2009)
- Aatadista (2008)
- Hero (2008)
- Baladur (2008)
- Raksha (2008)
- Siddham (2009)
- Kick (2009)
- Gopi Gopika Godavari (2009)
- Seetharamula Kalyanam (2010)
- Darling (2010)
- Saradaga Kasepu (2010)
- Leader (2010)
- Baava (2010)
- Ragada (2010)
- Mirapakaay (2011)
- Vastadu Naa Raju (2011)
- Katha Screenplay Darshakatvam Appalaraju (2011)
- Pilla Zamindar (2011)
- Daruvu (2012)
- Sudigadu (2012)
- Potugadu (2013)
- Race Gurram (2014)
- Pataas (2015)
- Subramanyam For Sale (2015)
- Temper (2015)
- Attack (2016)
- Khaidi No. 150 (2017)

### Hindi
- Daud: Fun on the Run (1997)
- Prem Qaidi (1991)
- Naukar Biwi Ka (1983)

### Tamil
- Baashha (1995)
- Kuruvi (2008)
- Laadam (2009)
- Aatanayagan (2010)
- Rajapattai (2011)
- Poojai (2014)